# Икар (яхта)

Яхта николаевского кораблестроительного института «Икар»

«Икар» — яхта, спроектированная и построенная в г. Николаев (Николаевская область). Судовладелец Николаевский кораблестроительный институт, сейчас НУК.
В 1987—1988 годах совершила кругосветное плавание — первое кругосветное плавание на яхте в СССР. Оно было совершено институтской командой:
- Борис Немиров, капитан;
- Анатолий Кузнецов, старпом;
- Александр Кузнецов, помощник капитана;
- Станислав Черкес, помощник капитана;
- Андрей Марков, радист, механик, электромеханик;
- Александр Плякин, инженер-океанолог, матрос;
- Владимир Терняк, боцман, парусный мастер;
- Сергей Прусов, врач (вернулся домой с Канарских островов в самом начале плавания);
- Борис Яковлев, штурман (вернулся домой с Канарских островов в самом начале плавания).

За 325 ходовых суток яхтсмены прошли 31 тысячу миль, посетив Канарские острова, Тасманию, обогнув мыс Горн и зашли на остров Святой Елены.

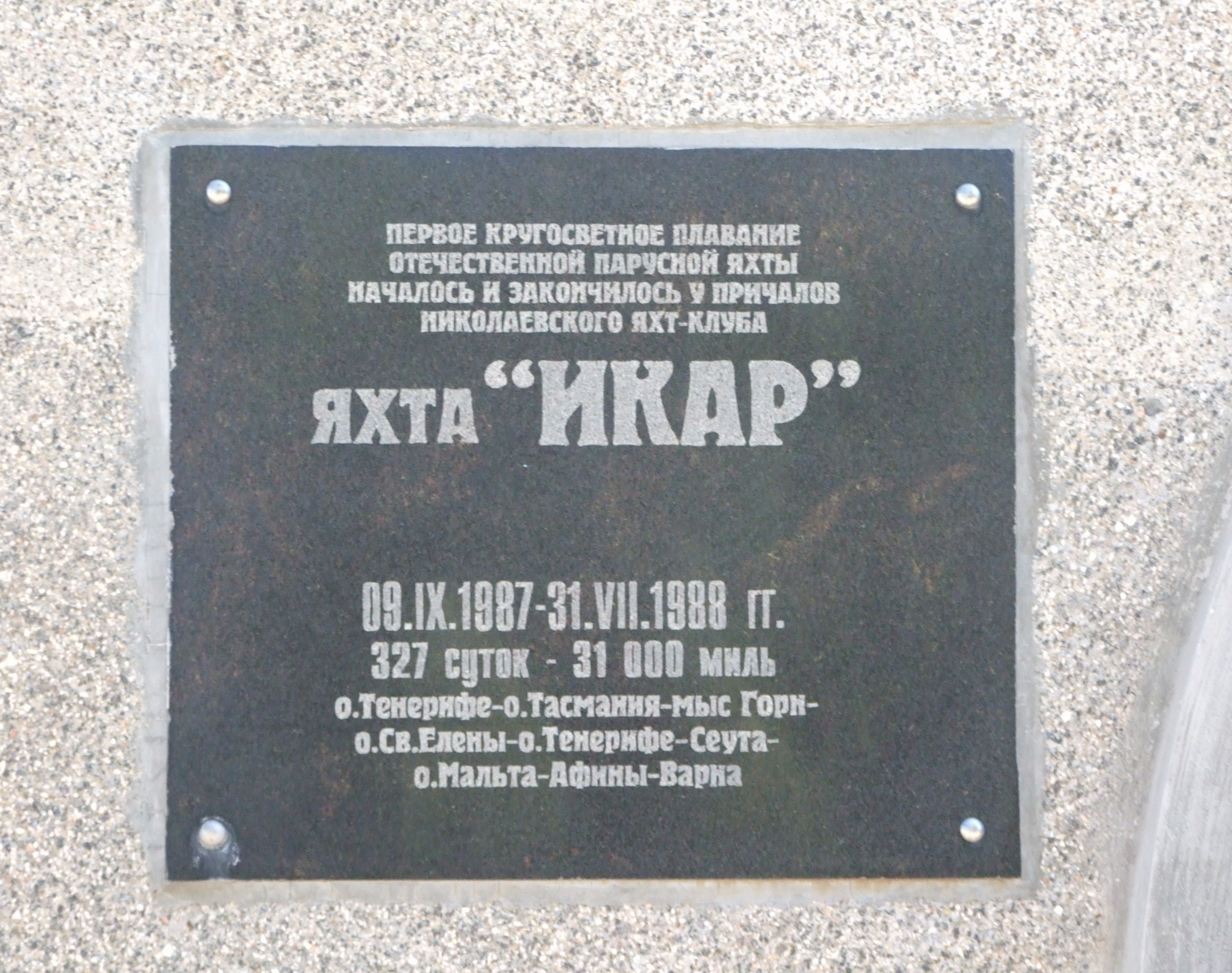
Памятная доска в Николаевском яхт-клубе